# 坎贝尔 (俄亥俄州)
坎贝尔(Campbell)，美国俄亥俄州马霍宁县的一个城市。该市总人口8,235(2010年)。该市面积9.6平方公里。